# Unione Sindacale Italiana
Unione Sindacale Italiana (USI), Unión Sindical Italiana, es un sindicato anarcosindicalista italiano y sección en ese mismo país de la Confederación Internacional del Trabajo (CIT).

## Historia temprana
La USI fue fundada en 1912, después de que un grupo de trabajadores, previamente afiliado a la Confederación General del Trabajo (CGdL), se reunieron en Módena y se declararon ligados a la herencia de la Primera Internacional. 

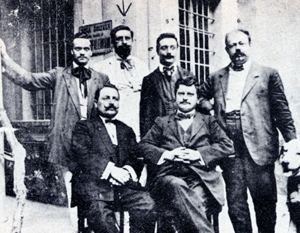
Fundadores de la U.S.I.

Se adhirieron más adelante, luego de 1922, a la anarcosindicalista Asociación Internacional de Trabajadores (AIT, en italiano Associazione Internazionale dei Lavoratori).
Sus principios fueron, en oposición a la CGL, el rechazo de contactos con cualquier partido político, su voluntad de organizar también a los trabajadores no cualificados, la denegación de los acuerdos que se estipulan por medio del Estado (rechazo de la legislación social y de los puestos de funcionario público), en pro de los métodos de lucha basados en la acción directa y la no exclusión del recurso a la violencia. Su línea general era el sindicalismo revolucionario.
Los sindicatos de la USI tenían su zona de influencia situada en el triángulo industrial del norte (Turín-Milano-Liguria), en Emilia, en Toscana y la Apulia. Organizó sobre todo a los trabajadores y los mecánicos del metal, los albañiles, los mineros, los campesinos y los jornaleros. Durante sus primeros años de la vida la organización fue contratada para una serie luchas para mejorar el trabajo y las condiciones de vida de los proletarios, con una postura antimilitarista que la caracterizará en toda su historia. Para 1913 fue predominante en el ramo metalúrgico, superando a los sindicatos socialistas, intentó promover un sindicalismo de industria, adaptado para organizar a todos los trabajadores de una fábrica sin la distinción de la calificación. 
La más radical Cámara del Trabajo adhirió en rápida sucesión a la USI, y ésta se enganchó a todas las batallas políticas importantes para las derechos laborales, sin adoptar las actitudes militaristas presentes dentro de otros sindicatos. No obstante, después del brote de la Primera Guerra Mundial, USI fue sacudida por el conflicto alrededor del tema de la intervención de Italia en el conflicto del lado de la Entente. El problema fue hecho agudo por la presencia de las eminentes voces pro-intervención, de los sindicalistas "nacionalistas", dentro de la organización: Alceste De Ambris, Filippo Corridoni (que terminaron siendo expulsados entre 1915 y 1916), e inicialmente Giuseppe Di Vittorio. La Unión se condujo a mantener su oposición al militarismo, bajo el liderazgo de Armando Borghi y de Alberto Meschi.

## Régimen fascista y reactivación
Cuando la guerra terminó, la luchas sociales llevaron el país cerca de la revolución social en los eventos conocidos como biennio rosso y en el curso de estos acontecimientos los sindicatos de la USI consideraron intervenir en la organización de las ocupaciones de fábricas a través de consejos obreros, de manera especial en Liguria, USI multiplicó su consistencia numérica llegando a tener aproximadamente medio millón de inscritos, durante este tiempo se ensambló a la AIT, como USI-AIT. Se convirtió en un opositor importante a Benito Mussolini y al régimen fascista, luchando batallas callejeras contra los Camisas Negras, culminando en los alborotos de agosto de 1922 de Parma, cuando USI-AIT hizo frente a Italo Balbo y a su Arditi.
USI-AIT fue proscrito por Mussolini en 1925, pero reasumió sus actividades en la clandestinidad y el exilio. Luchó contra Francisco Franco en la guerra civil española, junto al Confederación Nacional del Trabajo y a la Federación Anarquista Ibérica, y participó en la revolución española. Después de la Segunda Guerra Mundial y de la proclamación de la república, los miembros anteriores de la Unión siguieron las pautas recomendadas por la Federazione Anarchica Italiana que llamó a la creación de un movimiento obrero unitario, y se ensamblaron en la Confederazione Generale Italiana del Lavoro (CGIL).
Cuando CGIL se partió en 1950, varios activistas refundaron USI-AIT, no obstante el grupo era marginal y presente solamente en algunas pequeñas regiones de Italia, solo a partir de finales de los años 1960s fue expandiéndose y a finales de los años 1970s (casi treinta años luego de su refundación) luego de un arduo trabajo el sindicato pudo ser reactivado oficialmente, estando presente en importantes zonas de Italia. Con el tiempo se ha relacionó al autonomismo, ha preservado igual su mensaje sindicalista.

## Actualidad
USI-CIT se presenta hoy como un sindicato autogestionario, que se caracteriza por su estructura federalista de organización libertaria (sindicatos de base) y su postura a favor de la autoorganización de los trabajadores, su perspectiva sigue siendo la construcción de una sociedad libertaria. 
Entre sus objetivos principales figuran, en el ámbito laboral, la reducción de las horas de trabajo con el mismo salario actual, un bono mínimo garantizado para los desocupados, condiciones que les permitan a los trabajadores elevar su nivel de vida mientras continúan su lucha contra el capitalismo y por la autogestión. En el plano social, la defensa de la salud, la instrucción y la seguridad social pública, servicios que piensan deben existir temporalmente para asegurar la igualdad de oportunidades. La desmilitarización del país es otro punto de su agenda.